# Gertrude Kranzl
Gertrude Kobler (geb. Kranzl, * 4. März 1956) ist eine ehemalige österreichische Judoka und war ein fester Bestandteil der österreichischen Nationalmannschaft. Ihr größter Erfolg war der dritte Rang bei den Europameisterschaften 1983 in Genua. Sie war Mitglied im Verein PSV Salzburg.
Gertrude Kobler ist verheiratet und Mutter von zwei Söhnen.

## Erfolge
- 1. Rang Dutch Open The Hague 1982 - 66 kg
- 3. Rang Europameisterschaften Genua 1983 - 66 kg
- 3. Rang German Open Grenzach-Wyhlen 1980 - 66 kg
- 3. Rang British Open London 1981 - 66 kg
- 3. Rang German Open Jülich 1981 - 66 kg
- 3. Rang ASKÖ World Tournament Leonding 1980 - 66 kg
- 3. Rang German Open Grenzach-Wyhlen 1980 - 66 kg

- mehrfache österreichische Meisterin[3]